# افسانه‌های آذربایجان
افسانه‌های آذربایجان کتابی به روایت صمد بهرنگی و بهروز دهقانی، شامل افسانه‌های خطه آذربایجان است که عیناً به فارسی ترجمه شده و از مجموعه کتاب‌های نوجوانان است. این کتاب شامل مجموعه داستان‌ها و افسانه‌هایی است که در گذشته و حال در هنگام خواب برای کودکان نقل می‌شود.
در این مجموعه افسانه‌های نامداری چون «شتر و روباه» و «هفت جفت کفش آهنی، هفت تا عصای آهنی» گردآمده است.
چند تن از مهمترین شخصیت‌ها و قهرمانان داستان‌ها عبارت‌اند از:
- کچل: سمبل قشر محروم و زجر دیده
- وزیر: چهره‌ای منفی و خودپسند
- دیو
- روباه و گرگ